# Euphorbia tresmariae
Euphorbia tresmariae är en törelväxtart som först beskrevs av Charles Frederick Millspaugh, och fick sitt nu gällande namn av Paul Carpenter Standley. Euphorbia tresmariae ingår i släktet törlar, och familjen törelväxter. Inga underarter finns listade i Catalogue of Life.